# Homor István
Homor István (Pásztó, 1849. augusztus 5. – Szeged, 1934. február 14.) főreáliskolai tanár, középiskolai főigazgató. 

## Életútja
Szülei Homor István és Deák Terézia. A gimnáziumot Egerben végezte, a budapesti egyetemen a bölcseleti karon br. Eötvös Loránd, Than Károly, Jedlik Ányos, Petzval Ottó, Horváth Cyrill és Toldy Ferenc tanároktól három éves tanfolyamot hallgatott. Tagja volt két évig az akkoriban megalakult gimnáziumi tanárképzőnek és 1873. december 24-én tanári oklevelet nyert természettanból és mennyiségtanból. 1872 augusztusában a szegedi állami főreáliskolához (későbbi Baross Gábor reálgimnázium) került helyettes tanárnak, majd ugyanott 1874. február 3-án rendes tanár lett. A vegytant, géptant, természettant, mennyiségtant és könyvvezetést tanította az intézményben. A szegedi Dugonics Társaság rendes tagja, a tisztviselő-egylet alelnöke, a gőzgépkezelők és kazánfűtők vizsgáló bizottságának tagja volt. Felesége Kolb Mária.
Jól felszerelt fizikai szertárat és szaktantermet alakított ki. Wilhelm Conrad Röntgen felfedezéséről egy korábbi tanítványa révén értesült levélben 1895 karácsonyán. Homor 1896. január 18-án előállította az X-sugarakat a főreáliskola fizika-szertárában. Az iskola 1896. évi értesítőjében is megjelent a fénykép, amelyet egy átvilágított kézről készített. Ez a fotográfia azóta többször is szerepelt szegedi természettudományi kiállításokon. Megírta az iskola történetét a millenniumi ünnepségekre készülve. Fiát, Ernőt is fizikatanárnak nevelte, azonban ő életét vesztette az első világháborúban.
Több vezércikket és színi kritikát írt a Szegedi Lapokba (1873-ban, melynek főmunkatársa volt). Programértekezései megtalálhatóak a szegedi főreáliskola Értesítőjében (1875. Hogyan kezelendő a természettan középiskoláinkban. 1886. Beszéd a záró ünnepélyen, 1889. A hazai s külföldi polytechnikumok összehasonlító ismertetése, 1894. Huszonegy év a szegedi reáliskola történetében); cikkei a Szegedi Hiradóban (1895. A csillagos ég képe Szeged horizontja felett 1895. jún. 5-én, A leghosszabb napszaka és legrövidebb éjszaka Szegeden); a Physikai Lapokban (1895. Adatok a gáz- és vízvezetéknél mutatkozó villamos áramokhoz.)

## Munkái
- Az egyszerű könyvvitel alapvonalai. Szeged, 1889
- A szegedi magyar kir. állami főreáliskola története. 1851–1894. Szeged, 1895 (különnyomat a szegedi főreáliskola Értesítőjéből)